# Худаш Лідія Сергіївна
Лідія Сергіївна Худаш, до шлюбу Шевело, псевдонім Лідія Шевело (15 лютого 1927, Дубровиця, Рівненська область — 24 серпня 2017) — українська поетеса, етнографка, літературознавиця. Кандидатка педагогічних наук, доцентка.

## Біографія
Народилася у сім'ї простих хліборобів з містечка Дубровиця. У 6 років пішла до польської школи (української у містечку не було). Закінчила дев'ятий клас вже в українській школі.
У 1944 році вступила підготовчі курси при Київському педагогічному інституті, після закінчення яких у 1945 році розпочала навчання на філологічний факультет цього ж інституту. У тому ж році продовжила вивчення української філології у Львівському державному педагогічному інституті. У 1948 році Лідія Шевело одружилася зі студентом цього ж інституту Михайлом Худашем. Після закінчення інституту в 1949 році до 1952 року навчалася в аспірантурі Київського науково-дослідного інституту педагогіки, на відділі методики української літератури.
У 1952—1956 роках працює старшою викладачкою методики викладання української літератури Кременецького педагогічного інституту. Після переведення кафедри української літератури до Львівського державного університету ім. І.Франка на посаді викладачки методики викладання української літератури у Львівському педагогічному інституті. У 1957 році захистила кандидатську дисертацію на тему «Вивчення прози І. Я. Франка в 9-му класі середньої школи», яку написала в аспірантурі під керівництвом Тетяни Бугайко.
З 1961 року працює у Львівському державному університеті ім. І.Франка. До 1963 року виконуюча обов'язки доцента кафедри української літератури, у 1963—1968 роках на цій же посаді на кафедрі педагогіки і психології. У 1964 році отримала вчене звання доцента кафедри педагогіки і психології. З 1968 про 1973 рік працює доцентом кафедри педагогіки і психології.
У 1973 році підготувала докторську дисертацію «Урок української літератури в середній школі» (проблемний, дослідницький метод викладання), яка була обговорена на кафедрі і рекомендована до захисту. Проте захистити її не вдалося. У цей час в Україні йшла жорстока боротьба радянської влади з так званим «буржуазним націоналізмом». На основі сфабрикованих матеріалів чимало відомих вчених, викладачів Львівському університету було звільнено. А Лідії Худаш не дозволили працювати навіть у середній школі.
Після двох років пошуків роботи її взяв на посаду молодшої наукової співробітниці в Музей етнографії та художнього промислу тодішній директор Юрій Гошко. Вона перекваліфікувалася на етнографку. Згодом отримала звання старшої наукової співробітниці. Проректорка та Почесний Академік «Малої Академії літератури і журналістики», зараз «Міжнародна Академія літератури і журналістики».

## Літературна творчість
Під час роботи у Львівському університеті Лідія Худаш підготувала та видала друком монографії: «Вивчення творчості Івана Франка в школі» (1962); «Вивчення творчості Марка Вовчка в школі» (1964); «Підвищення ефективності уроку з літератури» (1974). Також опублікувала брошури, посібник.
У музеї етнографії та художнього промислу досліджувала такі наукові теми, як: «Сім'я і сімейний побут поліщуків (в ретроспективному розвитку)», «Світосприймання і вірування». Свої дослідження вона виклала в книзі «Общественный, семейный быт и духовная культура населення Полесья» (Минск: Наука и техника, 1987), монографії «Дитячі та юнацькі свята» (1982). Надрукувала 10 брошур з української обрядовості.
Свої поетичні твори підписує дошлюбним прізвищем — Лідія Шевело. На її творчість вплинули науково-етнографічних експедиції Україною. З 1985 видала 15 збірок поезій. У 2006 році вибрані твори вийшли у двох томах, у 2013 році — третій том.
Понад 80 віршів Лідії Шевело покладено на музику. Вийшли друком три пісенники (в одному композиторка Галина Мартиненко, а у двох — Віра Євтушек).
Завдяки їй побачили світ книжки: Віра Огієнко. «Наш родич Іван Огієнко» та Дмитро Грицько-Цяпка «Вибрані поезії» (вояк УПА, який проживає в Австралії).

## Відзнаки
Лідія Шевело є лауреаткою літературної премії «Гілка Золотого каштана» (2002), Огієнківської премії у галузі громадської, політичної та духовної діяльності (2008) та Міжнародної літературної премії «Кредо Івана Франка», (заснована літературно-мистецьким об'єднанням українців в Чикаго, департаментом МАЛіЖ зв'язків із європейськими країнами м. Париж та Міжнародною Академією літератури і журналістики, Україна).